# 阿尼奇科夫宫
阿尼奇科夫宫（羅馬化：Anichkov dvorets）是圣彼得堡的一座前皇宫，位于涅瓦大街与丰坦卡河交汇处。得名于附近丰坦卡河上的阿尼奇科夫桥。 
阿尼奇科夫宫由伊莉莎白·彼得羅芙娜女皇兴建，令人眼花缭乱的巴洛克的风格，被称为伊丽莎白时代最宏伟的私人住宅。正立面临河。 

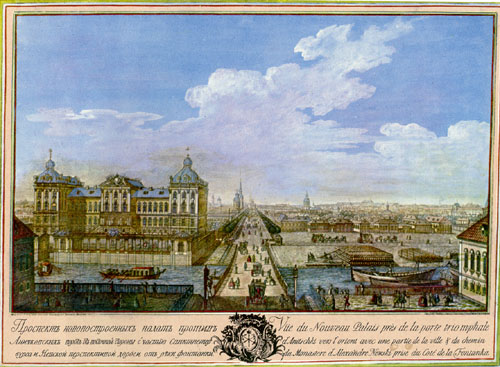
阿尼奇科夫桥和阿尼奇科夫宫，1753

建造工程持续13年，在1754年完成，由女皇赠送给她的情夫阿列克谢·拉祖莫夫斯基伯爵。伯爵去世后，宫殿归属王室，1776年，叶卡捷琳娜二世又将它送给自己的情夫格利高里·波将金亲王。建筑师Ivan Starov负责将宫殿改建为时髦的新古典主义建筑。波将金死后，宫殿再次归属王室。俄国末代沙皇尼古拉二世在此度过了他的童年岁月。他的家庭首选舒适的阿尼奇科夫宫，而非浩瀚的正式皇宫冬宫。 
十月革命后，阿尼奇科夫宫被国有化，改为圣彼得堡市博物馆。1934年，又改为少先队宫，开设一百多个课后俱乐部，服务上万名儿童。里面一个小型博物馆在选定的时间向公众开放，但是大厦通常不对游客开放。